# Phytomyza pullula
Phytomyza pullula este o specie de muște din genul Phytomyza, familia Agromyzidae, descrisă de Zetterstedt în anul 1848. Conform Catalogue of Life specia Phytomyza pullula nu are subspecii cunoscute.